# Saison 1946-1947 du Stade rennais UC
Maillots
Chronologie
Saison précédente Saison suivante
La saison 1946-1947 du Stade rennais Université Club débute le 18 août 1946 avec la première journée du Championnat de France de Division 1, pour se terminer le 18 mai 1947 avec la dernière journée de cette compétition.
Le Stade rennais UC est également engagé en Coupe de France.

## Résumé de la saison
Le Stade rennais connaît une saison difficile. Pourtant l'été a vu les arrivées de quelques joueurs d'expérience, tels que André Simonyi et reconstitue deux fratries en faisant venir Jean Combot et Guy Rabstejnek, les frères de Henri et Joseph.
Le début de saison est catastrophique, et le Stade rennais UC pointera jusqu'à la 13e journée parmi les équipes relégables. Il lui faudra une série de victoires en octobre - novembre pour s'en sortir et se stabiliser au milieu du classement. C'est à ce moment que le club est frappé par un drame, avec le décès accidentel de Marcel Gouédard, tué dans un accident de la route dans ses Côtes-du-Nord natales.
Le Stade rennais finit sa saison en roue libre, essuyant cinq défaites lors de ses cinq dernières rencontres. Comme la saison passée, le club est éliminé après deux rencontres en Coupe de France, sorti une nouvelle fois par le futur vainqueur.

## Transferts en 1946-1947
| Nom                  | Nationalité     | Provenance/Destination        |
| Arrivées             |                 |                               |
| Jean Combot          | France          | ES Kreisker Saint-Pol-de-Léon |
| Jacques De Montmarin | France          | US Le Mans                    |
| Georges Hatz         | France          | Lille OSC                     |
| Pierre Letort        | France          | TA Rennes                     |
| Albert Monnier       | France          | AS Cannes                     |
| Fernand Pordié       | France          | Toulouse FC                   |
| Guy Rabstejnek       | France          | US Servannaise                |
| Maurice Sellin       | France          | FC Nantes                     |
| André Simonyi        | France          | Red Star Olympique            |
| Vladimir Steigl      | Tchécoslovaquie | Séchie Smikov Prague          |
| Départs              |                 |                               |
| Joseph Chipponi      | France          | SCO Angers                    |
| Mohamed Firoud       | France          | SCO Angers                    |
| Jean Gonzales        | France          | Le Havre AC                   |
| Maurice Guénard      | France          | Stade rennais UC amateurs     |
| Joseph Navra         | Tchécoslovaquie | ?                             |
| Jean Pignault        | France          | Vernon                        |
| René Raphy           | France          | SCO Angers                    |
| Alexandre Simon      | France          | AS Poissy                     |

## L'effectif de la saison
| Poste¹ | Nat.² | Nom                       | Naissance         | Sélection³ | Championnat | Championnat | Coupe France | Coupe France | Total Saison | Total Saison | Notes                     |
| Poste¹ | Nat.² | Nom                       | Naissance         | Sélection³ | M           | But inscrit | M            | But inscrit  | M            | But inscrit  | Notes                     |
| ------ | ----- | ------------------------- | ----------------- | ---------- | ----------- | ----------- | ------------ | ------------ | ------------ | ------------ | ------------------------- |
| A      | ESP   | Salvador Artigas          | 20 février 1914   | -          | 38          | 4           | 1            | 0            | 39           | 4            |                           |
| A      | FRA   | Meflah Benaouda dit Aoued | 7 mai 1906        | -          | 0           | 0           | 1            | 0            | 1            | 0            |                           |
| D      | FRA   | André Bordier             | 15 novembre 1913  | B          | 28          | 0           | 2            | 0            | 30           | 0            |                           |
| A      | FRA   | Henri Combot              | 17 octobre 1921   | -          | 22          | 11          | 1            | 0            | 23           | 11           |                           |
| A      | FRA   | Jean Combot               | 19 novembre 1928  | B          | 1           | 0           | 0            | 0            | 1            | 0            |                           |
| G      | FRA   | Jacques De Montmarin      | 24 février 1921   | -          | 13          | 0           | 0            | 0            | 13           | 0            |                           |
| M      | FRA   | Marcel Gouédard           | 15 janvier 1921   | B          | 18          | 1           | 0            | 0            | 18           | 1            | Décès le 27 novembre 1946 |
| D      | FRA   | Henri Guérin              | 27 août 1921      | -          | 36          | 3           | 1            | 0            | 37           | 3            |                           |
| G      | FRA   | Emmanuel Guimbart         | 16 mars 1921      | -          | 4           | 0           | 0            | 0            | 4            | 0            |                           |
| G      | FRA   | Georges Hatz              | 11 mai 1917       | -          | 21          | 0           | 2            | 0            | 23           | 0            |                           |
| A      | FRA   | Robert Hauvespre          | 25 décembre 1923  | -          | 25          | 2           | 1            | 0            | 26           | 2            |                           |
| D      | FRA   | Robert Hennequin          | 21 mars 1920      | -          | 36          | 0           | 2            | 0            | 38           | 0            |                           |
| A      | ARG   | Albor Jordan              | ?                 | -          | 9           | 3           | 1            | 0            | 10           | 3            |                           |
| A      | FRA   | Pierre Letort             | 31 mai 1922       | -          | 5           | 1           | 0            | 0            | 5            | 1            |                           |
| A      | FRA   | Marcel Mansat             | 7 décembre 1924   | B          | 21          | 2           | 2            | 3            | 23           | 5            |                           |
| A      | FRA   | Albert Monnier            | 30 novembre 1920  | -          | 2           | 1           | 0            | 0            | 2            | 1            |                           |
| D      | FRA   | François Pleyer           | 23 février 1911   | -          | 9           | 0           | 0            | 0            | 9            | 0            |                           |
| D      | FRA   | Fernand Pordié            | 11 novembre 1924  | -          | 2           | 0           | 0            | 0            | 2            | 0            |                           |
| A      | FRA   | Jean Prouff               | 12 septembre 1919 | A          | 24          | 4           | 2            | 0            | 26           | 4            |                           |
| A      | FRA   | Guy Rabstejnek            | 7 août 1924       | -          | 15          | 3           | 1            | 0            | 16           | 3            |                           |
| A      | FRA   | Joseph Rabstejnek         | 15 mars 1921      | -          | 34          | 13          | 2            | 0            | 36           | 13           |                           |
| D      | FRA   | Maurice Sellin            | 21 février 1920   | -          | 10          | 0           | 1            | 0            | 11           | 0            |                           |
| A      | FRA   | André Simonyi             | 31 mars 1914      | A          | 21          | 13          | 1            | 0            | 22           | 13           |                           |
| A      | TCH   | Vladimir Steigl           | 6 juillet 1925    | -          | 24          | 6           | 1            | 0            | 25           | 6            |                           |

- 1 : G, Gardien de but ; D, Défenseur ; M, Milieu de terrain ; A, Attaquant
- 2 : Nationalité sportive, certains joueurs possédant une double-nationalité
- 3 : sélection la plus élevée obtenue

## Équipe-type
Il s'agit de la formation la plus courante rencontrée en championnat.

## Les rencontres de la saison

### Liste
| Match | Date          | Compétition     | Tour        | Adversaire     | Lieu ¹ | Score | Class. | Buteurs pour le Stade rennais            |
| ----- | ------------- | --------------- | ----------- | -------------- | ------ | ----- | ------ | ---------------------------------------- |
| 1     | 18 août       | Division 1      | 1           | Nancy          | E      | 0–7   | 20     |                                          |
| 2     | 25 août       | Division 1      | 2           | Roubaix        | D      | 2–3   | 17     | Guérin Simonyi                           |
| 3     | 1er septembre | Division 1      | 3           | Marseille      | D      | 2-0   | 14     | Simonyi Letort                           |
| 4     | 8 septembre   | Division 1      | 4           | Strasbourg     | E      | 2–3   | 17     | J. Rabstejnek Simonyi                    |
| 5     | 12 septembre  | Division 1      | 5           | Reims          | D      | 2–3   | 19     | Jordan                                   |
| 6     | 15 septembre  | Division 1      | 6           | Red Star       | D      | 2-2   | 19     | Artigas Prouff                           |
| 7     | 22 septembre  | Division 1      | 7           | Lens           | E      | 1-5   | 19     | Prouff                                   |
| 8     | 26 septembre  | Division 1      | 8           | Le Havre       | E      | 2–2   | 19     | Jordan J. Rabstejnek                     |
| 9     | 29 septembre  | Division 1      | 9           | Rouen          | E      | 1–1   | 18     | Simonyi                                  |
| 10    | 6 octobre     | Division 1      | 10          | Lille          | D      | 0–0   | 19     |                                          |
| 11    | 13 octobre    | Division 1      | 11          | Metz           | E      | 0–6   | 19     |                                          |
| 12    | 17 octobre    | Division 1      | 12          | Toulouse       | D      | 3-0   | 18     | G. Rabstejnek Simonyi                    |
| 13    | 20 octobre    | Division 1      | 13          | Sète           | D      | 5-2   | 16     | J. Rabstejnek G. Rabstejnek Simonyi      |
| 14    | 27 octobre    | Division 1      | 14          | Cannes         | D      | 2–1   | 14     | Steigl Simonyi                           |
| 15    | 2 novembre    | Division 1      | 15          | Stade français | E      | 3–5   | 16     | Gouédard Simonyi                         |
| 16    | 10 novembre   | Division 1      | 16          | Montpellier    | D      | 2-1   | 14     | J. Rabstejnek Steigl                     |
| 17    | 16 novembre   | Division 1      | 17          | RC Paris       | E      | 3-2   | 13     | Artigas Simonyi H. Combot                |
| 18    | 24 novembre   | Division 1      | 18          | Bordeaux       | E      | 1–0   | 10     | Monnier                                  |
| 19    | 1er décembre  | Division 1      | 19          | Saint-Étienne  | D      | 2–1   | 8      | J. Rabstejnek H. Combot                  |
| 20    | 8 décembre    | Division 1      | 20          | Montpellier    | E      | 0–1   | 9      |                                          |
| 21    | 15 décembre   | Coupe de France | 5e tour     | Lorient        | D      | 3-1   | 3-1    | Mansat                                   |
| 22    | 22 décembre   | Division 1      | 21          | Stade français | D      | 0-1   | 12     |                                          |
| 23    | 29 décembre   | Division 1      | 22          | Cannes         | E      | 2–0   | 10     | J. Rabstejnek Steigl                     |
| 24    | 5 janvier     | Coupe de France | 1/32 finale | Roubaix        | N      | 0-1   | 0-1    |                                          |
| 25    | 12 janvier    | Division 1      | 23          | Nancy          | D      | 3–1   | 9      | Artigas J. Rabstejnek H. Combot          |
| 26    | 19 janvier    | Division 1      | 24          | RC Paris       | D      | 2-2   | 10     | Artigas Prouff                           |
| 27    | 26 janvier    | Division 1      | 25          | Roubaix        | E      | 3-2   | 10     | Mansat Simonyi H. Combot                 |
| 28    | 9 février     | Division 1      | 26          | Saint-Étienne  | E      | 5–1   | 7      | J. Rabstejnek Steigl Hauvespre H. Combot |
| 29    | 16 février    | Division 1      | 27          | Marseille      | E      | 0-1   | 9      |                                          |
| 30    | 23 février    | Division 1      | 28          | Bordeaux       | D      | 3–2   | 9      | Prouff J. Rabstejnek G. Rabstejnek       |
| 31    | 9 mars        | Division 1      | 29          | Lens           | D      | 3-0   | 7      | Steigl Hauvespre H. Combot               |
| 32    | 16 mars       | Division 1      | 30          | Red Star       | E      | 1–1   | 9      | Mansat                                   |
| 33    | 20 mars       | Division 1      | 31          | Reims          | E      | 0-1   | 9      |                                          |
| 34    | 3 avril       | Division 1      | 32          | Le Havre       | D      | 3–1   | 7      | Guérin H. Combot                         |
| 35    | 6 avril       | Division 1      | 33          | Rouen          | D      | 2–0   | 7      | J. Rabstejnek H. Combot                  |
| 36    | 17 avril      | Division 1      | 34          | Toulouse       | E      | 0–1   | 7      |                                          |
| 37    | 20 avril      | Division 1      | 35          | Sète           | E      | 0-5   | 8      |                                          |
| 38    | 8 mai         | Division 1      | 36          | Metz           | D      | 4–6   | 8      | J. Rabstejnek Steigl H. Combot           |
| 39    | 15 mai        | Division 1      | 37          | Lille          | E      | 0–2   | 9      |                                          |
| 40    | 18 mai        | Division 1      | 38          | Strasbourg     | D      | 1–6   | 8      | J. Rabstejnek                            |

- 1 N : terrain neutre ; D : à domicile ; E : à l'extérieur ; drapeau : pays du lieu du match international

## Bilan des compétitions
| Compétition     | Vainqueur final      | Débute au tour | Place ou tour final | Première rencontre | Dernière rencontre | Nombre |
| --------------- | -------------------- | -------------- | ------------------- | ------------------ | ------------------ | ------ |
| Division 1      | CO Roubaix-Tourcoing | 1re journée    | 9e                  | 18 août 1946       | 18 mai 1947        | 38     |
| Coupe de France | Lille OSC            | 5e tour        | 1/32 de finale      | 15 décembre 1946   | 5 janvier 1947     | 2      |

### Division 1

#### Classement
| Rang | Équipe        | Pts | J  | G  | N  | P  | Bp | Bc | Diff |
| ---- | ------------- | --- | -- | -- | -- | -- | -- | -- | ---- |
| 6    | Marseille     | 44  | 38 | 16 | 12 | 10 | 69 | 55 | +14  |
| 7    | Red Star      | 39  | 38 | 15 | 9  | 14 | 56 | 61 | -5   |
| 8    | Cannes        | 38  | 38 | 17 | 4  | 17 | 57 | 66 | -9   |
| 9    | Rennes        | 38  | 38 | 16 | 6  | 16 | 67 | 78 | -11  |
| 10   | Metz          | 37  | 38 | 12 | 13 | 13 | 93 | 75 | +18  |
| 11   | Saint-Étienne | 37  | 38 | 13 | 11 | 14 | 71 | 84 | -13  |
| 12   | FC Nancy      | 36  | 38 | 13 | 10 | 15 | 62 | 59 | +3   |

#### Résultats
| Total  | Total  | Total | Total | Total | Total | Total | Total | Domicile | Domicile | Domicile | Domicile | Domicile | Domicile | Extérieur | Extérieur | Extérieur | Extérieur | Extérieur | Extérieur |
| Matchs | Points | V     | N     | D     | BP    | BC    | Diff. | V        | N        | D        | BP       | BC       | Diff.    | V         | N         | D         | BP        | BC        | Diff.     |
| ------ | ------ | ----- | ----- | ----- | ----- | ----- | ----- | -------- | -------- | -------- | -------- | -------- | -------- | --------- | --------- | --------- | --------- | --------- | --------- |
| 38     | 38     | 16    | 6     | 16    | 67    | 78    | -11   | 11       | 3        | 5        | 43       | 32       | +11      | 5         | 3         | 11        | 24        | 46        | -22       |

#### Résultats par journée
| Journée   | 01 | 02 | 03 | 04 | 05 | 06 | 07 | 08 | 09 | 10 | 11 | 12 | 13 | 14 | 15 | 16 | 17 | 18 | 19 | 20 | 21 | 22 | 23 | 24 | 25 | 26 | 27 | 28 | 29 | 30 | 31 | 32 | 33 | 34 | 35 | 36 | 37 | 38 |
| --------- | -- | -- | -- | -- | -- | -- | -- | -- | -- | -- | -- | -- | -- | -- | -- | -- | -- | -- | -- | -- | -- | -- | -- | -- | -- | -- | -- | -- | -- | -- | -- | -- | -- | -- | -- | -- | -- | -- |
| Terrain   | E  | D  | D  | E  | D  | D  | E  | E  | E  | D  | E  | D  | D  | D  | E  | D  | E  | E  | D  | E  | D  | E  | D  | D  | E  | E  | E  | D  | D  | E  | E  | D  | D  | E  | E  | D  | E  | D  |
| Résultats | D  | D  | V  | D  | D  | N  | D  | N  | N  | N  | D  | V  | V  | V  | D  | V  | V  | V  | V  | D  | D  | V  | V  | N  | V  | V  | D  | V  | V  | N  | D  | V  | V  | D  | D  | D  | D  | D  |
| Points    | 0  | 0  | 2  | 2  | 2  | 3  | 3  | 4  | 5  | 6  | 6  | 8  | 10 | 12 | 12 | 14 | 16 | 18 | 20 | 20 | 20 | 22 | 24 | 25 | 27 | 29 | 29 | 31 | 33 | 34 | 34 | 36 | 38 | 38 | 38 | 38 | 38 | 38 |
| Place     | 20 | 17 | 14 | 17 | 19 | 19 | 19 | 19 | 18 | 19 | 19 | 18 | 16 | 14 | 16 | 14 | 13 | 10 | 8  | 9  | 12 | 10 | 9  | 10 | 10 | 7  | 9  | 9  | 7  | 9  | 9  | 7  | 7  | 7  | 8  | 8  | 9  | 8  |

Source : Liste des rencontres

Terrain : D = Domicile ; E = Extérieur. Résultat: D = Défaite ; N = Nul ; V = Victoire.